# New York Mills, Minnesota
New York Mills là một thành phố thuộc quận Otter Tail, tiểu bang Minnesota, Hoa Kỳ. Năm 2010, dân số của thành phố này là 1199 người.

## Dân số
- Dân số năm 2000: 1158 người.
- Dân số năm 2010: 1199 người.